# هیرویوکی هیرایاما
هیرویوکی هیرایاما (انگلیسی: Hiroyuki Hirayama؛ زادهٔ ۱۷ اکتبر ۱۹۷۷) هنرپیشه اهل ژاپن است. وی از سال ۲۰۰۴ در بیش از چهل فیلم بازی کرده است. از فیلم‌هایی که او در آن حضور داشته است، می‌توان به یاماتو، هتل هوننوجی و مجموعه تلویزیونی آتسوهیمه اشاره نمود.